# بنة أحمد
بنة أحمد (بالفارسية: بنه‌احمد) هي قرية تقع في قسم ليراوي الشمالي الريفي (مقاطعة ديلم) في إيران. يقدر عدد سكانها بـ 79 نسمة بحسب إحصاء 2016.